# 小島綾香
小島 綾香（こじま あやか、1988年10月6日 - ）は、日本のファッションモデル、グラビアアイドル、実業家、歌手。スリーディーエフ株式会社 代表取締役。所属事務所は、ルフィ・エンターテイメント。東京都出身。旧芸名は栗本樺歩（くりもと かほ、愛称はかほりん）。前所属事務所は、ストロベリーカンパニー。

## 略歴
- 2009年10月7日：『夜遊びメールバトル・水曜』のレギュラーMCとして出演が始まる。（2010年1月27日の放送をもって同番組を卒業した。）
- 2010年1月13日：同年1月31日の6th DVDの発売記念イベントをもって、グラビアアイドル栗本樺歩としての活動を凍結することを自身のブログで発表した。[1]
- 2011年10月4日：小島綾香としてのブログが開始された。
- 2013年5月17日：スリーディーエフ株式会社を設立、代表取締役に就任。スマートフォン向けのアクセサリーのプロデュースを始めた。
- 2015年7月17日：歌謡デュオ『歌謡女子 じゅくぜん果実』として、シングル「きょうよりあしたが」にてデビュー[2]。

## 作品

### 雑誌
- 『フラッシュエキサイティング』（通巻105号）（2007年10月30日、光文社）
- 『Beppin School 2月号』（通巻199号）（2008年1月16日、GOT）
- 『Bejean 10月号』（通巻180号）（2008年9月13日、GOT）
- 『ナックルズEX 12月号』（通巻28号）（2008年10月25日、ミリオン出版）
- 『CIRCUS MAX 冬号』（2008年12月10日、KKベストセラーズ）
- 『Cream 2・3月号』（通巻199号）（2009年1月7日、ワイレア出版）
- 『スコラ 3月号』（No.529）（2009年1月24日、辰巳出版）
- 『KISSUI 3月号』（vol.064）（2009年1月29日、GOT）
- 『Cream 4月号』（通巻200号）（2009年3月7日、ワイレア出版）
- 『決定版！ＸＸ 5月号』（通巻95号）（2009年4月7日、ミリオン出版）
- 『スコラ 6月号』（No.532）（2009年4月25日、辰巳出版）
- 『ナックルズEX 6月号』（通巻37号）（2009年4月25日、ミリオン出版）
- 『Cream 6月号』（通巻201号）（2009年5月7日、ワイレア出版）
- 『エンターテイメント・ダッシュ 6月号』（2009年5月15日、晋遊舎）
- 『Bejean 7月号』（通巻189号）（2009年6月12日、GOT）
- 『SUZY vol.05』（2009年6月25日、ワイレア出版）
- 『Cream 8月号』（通巻202号）（2009年7月7日、ワイレア出版）
- 『スコラ 9月号』（No.535）（2009年7月25日、辰巳出版）
- 『個人撮影 The Movie 全国美少女コレクション』（2009年7月31日、ワイレア出版）
- 『ザ・ベストマガジン 10月号』（通巻303号）（2009年8月25日、KKベストセラーズ）
- 『エンターテインメント Dash 10月号』（2009年9月15日、晋遊舎）
- 『ザ・ベストマガジン 11月号』（通巻304号）（2009年8月25日、KKベストセラーズ）
- 『個人撮影 vol.09』（2009年9月30日、ワイレア出版）
- 『BOMBER 12月号』（2009年10月21日、KKベストセラーズ）
- 『特冊新鮮組DX 12月号』（通巻590号）（2009年11月6日、竹書房）
- 『ナックルズEX 1月号』（通巻41号）（2009年11月26日、ミリオン出版）
- 『KISSUI 1月号』（vol.074）（2009年11月28日、GOT）
- 『ストリートシュガー 1月号』（通巻360号）（2009年12月7日、サン出版）
- 『エキサイター 1月号』（vol.44）（2009年12月15日、インフォレスト）
- 『BOMBER 2月号』（2009年12月21日、KKベストセラーズ）
- 『特冊新鮮組DX 2月号』（2010年1月6日、竹書房）
- 『エンターテインメント Dash 2月号』（2010年1月15日、晋遊舎）
- 『ドカント 2月号』（2010年1月16日、ドカント）
- 『BOMBER 4月号』（2010年2月21日、KKベストセラーズ）

### DVD
1. 『NEW KISS』（2008年12月19日、スパイスビジュアル）[3]
2. 『かほリンGO』（2009年1月25日、エアーコントロール）[4]
3. 『春のかほり』（2009年4月22日、イーネット・フロンティア）[5]
4. 『喪失』（2009年7月24日、イーネット・フロンティア）[6]
5. 『愛のカタチ』（2009年10月31日、晋遊舎）
6. 『愛のカケラ』（2010年1月27日、晋遊舎）

### オンライン配信
電子書籍
- 栗本樺歩デジタル写真集 「チャームポイントは、泣きボクロ」（アスペクトデジタルメディア）
- ICE DOLL Collection 栗本樺歩（pad inc.,）

ムービー
- ICE DOLL Collection 栗本樺歩（pad inc.,）

### インターネット放送
- 夜遊びメールバトル・水曜（2009年10月7日-2010年1月27日、(2009年11月25日を除く)、あっ!とおどろく放送局）[7]
- 〔特別番組〕あっ!と生忘年会2009（2009年12月22日、あっ!とおどろく放送局）[8]

### CD
1. きょうよりあしたが（2015年7月17日）